# Saint-Agnan-sur-Erre
Saint-Agnan-sur-Erre era una comuna francesa situada en el departamento de Orne, de la región de Normandía, que el 1 de enero de 2016 pasó a ser una comuna delegada de la comuna nueva de Val-au-Perche al fusionarse con las comunas de Gémages, La Rouge, Le Theil, L'Hermitière y Mâle.

## Demografía
| Gráfica de evolución demográfica de Saint-Agnan-sur-Erre entre 1800 y 2013 |
|                                                                            |

Los datos demográficos contemplados en este gráfico de la comuna de Saint-Agnan-sur-Erre se han cogido de 1800 a 1999 de la página francesa EHESS/Cassini, y los demás datos de la página del INSEE.